# Carl Lange (Lithograf)
Johann Georg Carl Lange (* 1804 in Zwätzen; † 1874 in Jena) war ein deutscher Maler und Lithograph und einer der bekanntesten Auftragnehmer für die „Kleine Kunst“ der Fotolithografie.

## Leben

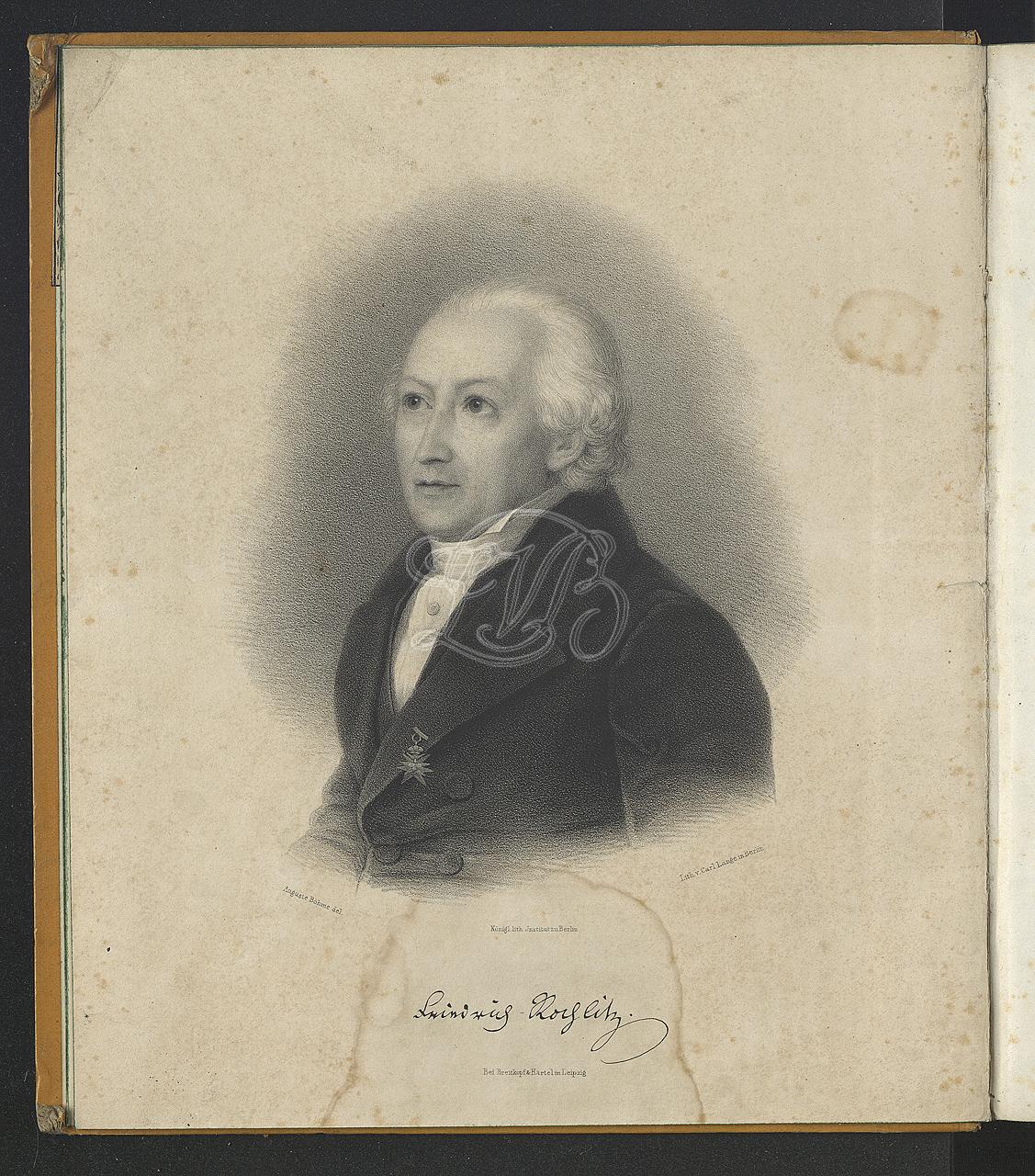
Brustbild von Friedrich Rochlitz „en face“; Lithographie nach August Böhme in der Allgemeinen musikalischen Zeitung von 1842

Carl Lange produzierte von 1819 bis in sein Todesjahr Bildnisse, allerdings ist über seine Schaffenszeit in Jena noch wenig erforscht. Spätestens um 1842 arbeitete er im Königlich Lithographischen Institut in Berlin. Aus dieser Zeit ist eine Lithographie nach einer Zeichnung von August Böhme bekannt, die als Frontispiz für die im Verlag Breitkopf & Härtel 1842 erschienene gebundene Ausgabe der Allgemeinen musikalischen Zeitung vervielfältigt wurde.
Nachdem etwa zeitgleich zunächst die Daguerreotypie und später die visuellen Vervielfältigungs-Möglichkeiten der Carte de Visite  erfunden worden waren, entdeckten die einem wachsenden Konkurrenzdruck ausgesetzten Fotografen die Kartonträger für ihre Fotografien, und insbesondere den Revers der Fotokarten, zunehmend als Werbeträger für ihre eigenen Arbeiten. Carl Lange wurde ab der Mitte des 19. Jahrhunderts einer der bedeutendsten Auftrags-Lithografen in Deutschland für die „Kleine Kunst“ der Fotolithographie insbesondere auf den Rückseiten der Carte de Visites und der Kartonträger im Kabinettformat.
Zu den bekannten Arbeiten und mit dem Zudruck […] Lange, Berlin versehenen Lithographien auf Carte de Visite-Revers gehörte beispielsweise ein „Photographisches Atelier Wilh. Gerlich, Hamburg, Grindelhof 100“.